# Kasper Schmeichel
Kasper Peter Schmeichel (Kopenhagen, 5. studenog 1986.) danski je nogometni vratar koji trenutačno igra za Celtic i dansku nogometnu reprezentaciju. Sin je bivšeg danskog nogometnog vratara Petera Schmeichela. 
Profesionalnu karijeru je započeo u 2005. godini u Manchester Cityju. Prije nego što je debitirao za Manchester City, Schmeichel je bio na posudbama u Darlingtonu, Buryju i Falkirku. Debitirao je tada protiv West Ham Uniteda, bez primljenog pogotka. Prešao je u svibnju 2010. godini u Leeds United, gdje je proveo jednu sezonu, prije nego što je potpisao za Leicester City. U kolovozu 2016. godine je Schmeichel potpisao novi petogodišnji ugovor s engleskim prvakom iz Leicestera. Krajem svibnja 2012. godine je pozvan u dansku selekciju za Europsko prvenstvu u Ukrajini i Poljskoj, nakon što je Thomas Sørensen otpao. Za dansku nogometnu reprezentaciju je debitirao u 2013. godini i skupio je (preko) 45 nastupa za Danski dinamit. U veljači 2013. godine je odigrao prvu utakmicu za domovinu protiv Makedonije na Nacionalnoj areni „Filip II. Makedonski”.